# Nationalpark Poloniny
Der Nationalpark Poloniny (slowakisch Národný park Poloniny) ist ein slowakischer Nationalpark im äußersten Osten des Landes. Er erstreckt sich im Gebirge Bukovské vrchy, das zu den Waldkarpaten gehört. Die Kernzone des Parks ist 298,05 km² groß. Der Nationalpark Poloniny ist Teil des 1992 ausgerufenen Biosphärenreservats Ostkarpaten, das auch den nahen polnischen Bieszczady-Nationalpark und den ukrainischen Nationalpark Usch umfasst. Einige Teile gehören seit 2007 zum UNESCO-Welterbe „Buchenurwälder in den Karpaten“.
Der Sitz der Verwaltung befindet sich in Stakčín.

## Geschichte
Der direkte Vorgänger des Nationalparks war das 1977 ausgerufene Landschaftsschutzgebiet Ostkarpaten, das eine wesentlich größere Fläche umfasste. 1997 wurde ein Teil des Landschaftsschutzgebiets zum Nationalpark umgewandelt. Namensgeber für den Park ist die lokale Bezeichnung für Bergweiden, die poloniny (Sg. polonina) und nicht, wie bei anderen slowakischen Nationalparks, der Name des Gebirgszugs (sonst müsste der Nationalpark Bukovské vrchy heißen). Am 3. Dezember 2010, anlässlich des Internationalen Jahres der Biodiversität, wurde der Nationalpark außerdem zu einem Dark-Sky Park erklärt, d. h. zu einem Bereich, in dem der Nachthimmel vor Lichtverschmutzung geschützt werden und astronomische Volksbildung verstärkt betrieben werden soll.

## Geographie

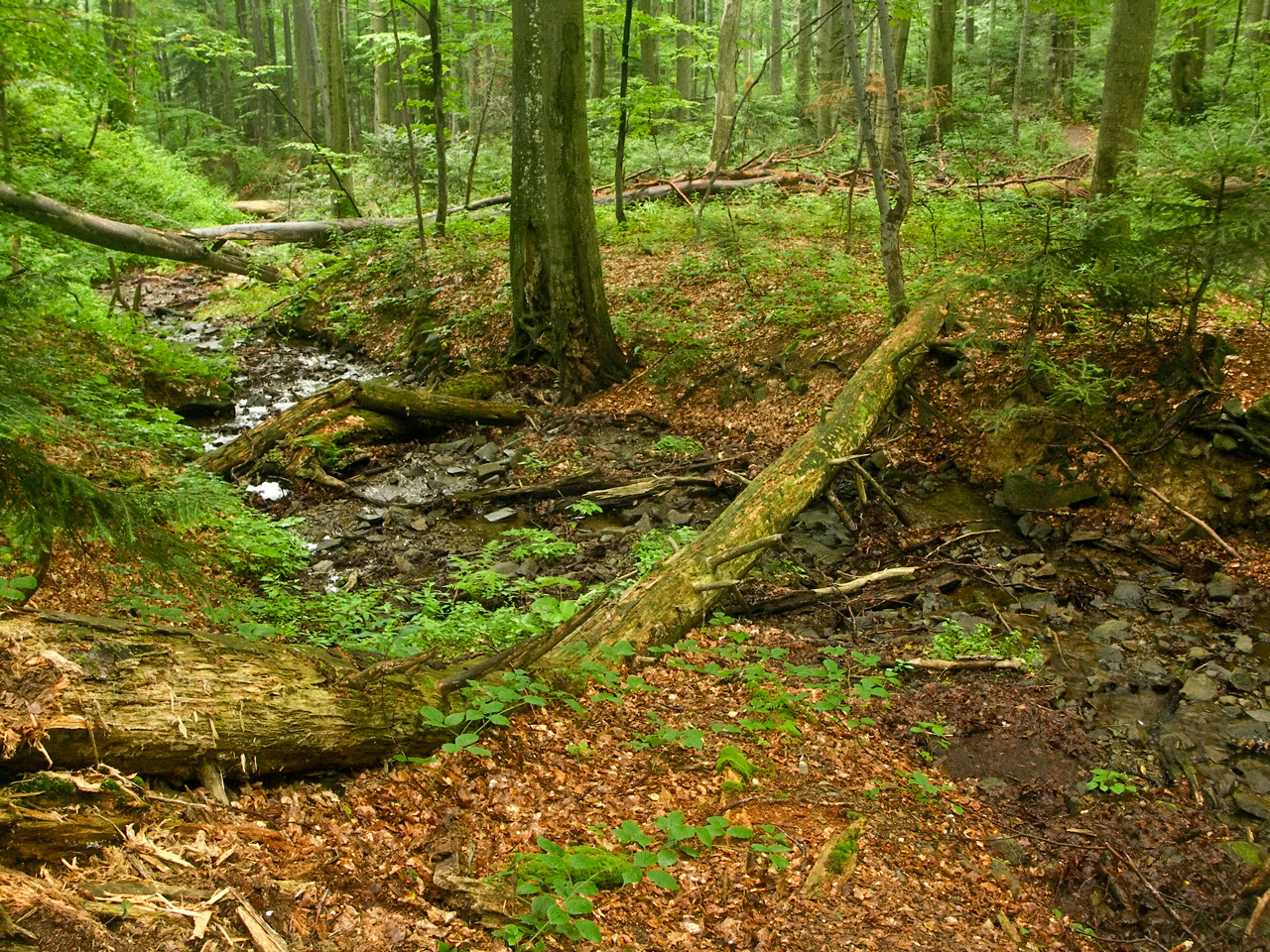
Buchenurwald Stužica

Der Nationalpark Poloniny hat innerhalb der Slowakei eine Randlage an den Grenzen zu Polen und Ukraine und ist Teil der historischen Landschaft Zemplín. Er bedeckt das Gebirge Bukovské vrchy, ein Flyschgebirge innerhalb der Ostkarpaten. Administrativ gesehen gehört er zum politischen Bezirk Prešovský kraj (Okres Snina). Die nächste Stadt ist Snina. Der höchste Punkt des Parks befindet sich direkt am Dreiländerpunkt Slowakei-Polen-Ukraine knapp unterhalb des Bergs Kremenec (1208 m n.m.), zugleich östlichster Punkt der Slowakei.
Die Kernzone des Parks bedeckt 298,05 km² und bildet eine fast völlig geschlossene Einheit. Die Schutzzone ist 109,73 km² groß und umfasst die zumeist nur dünn besiedelten Gemeinden innerhalb des Parks. Insgesamt bedeckt der Nationalpark 407,78 km².
Die Flüsse und Bäche der Gegend gehören zum Einzugsgebiet der Theiß, einem Zufluss der Donau. Bedeutende Flüsse im Osten des Parks sind die Ulička und der Zbojský potok. Im Westteil sind es die Udava und die Cirocha. An diesem Fluss befindet sich bei der Gemeinde Jalová der Stausee Starina, der als ein wichtiger Wasserspeicher für die Ostslowakei dient.

## Flora und Fauna

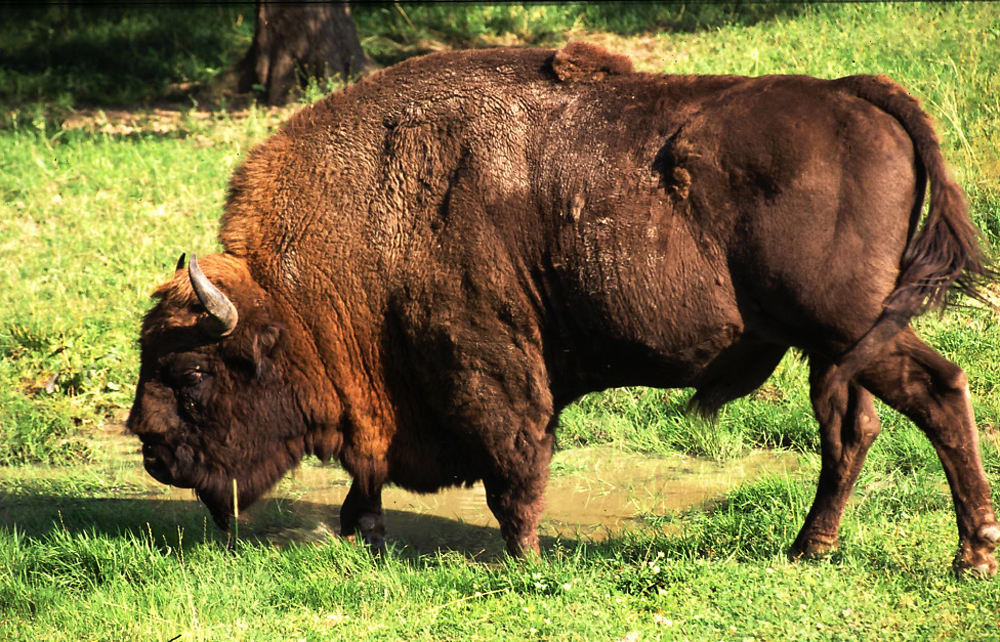
Wisent

Etwa 80 % des Nationalpark-Gebiets werden von Wäldern bedeckt, wo zumeist Buchen wachsen. In den tieferen Lagen wachsen Eichen, Hainbuchen und Ahorne. Ein erheblicher Teil davon sind noch Urwälder; der Park gilt als das Gebiet mit der größten Konzentration an Urwäldern in der Slowakei. Aus diesem Grund sind einige Wälder, wie zum Beispiel jener in Stužica bei der Gemeinde Nová Sedlica, streng geschützt. Neben den dichten Wäldern sind für den Park die poloniny, Gebirgswiesen charakteristisch. Die Zugehörigkeit zu den Ostkarpaten spiegelt sich auch in der lokalen Flora wider. Im Nationalpark konzentriert sich eine höhere Anzahl der Endemiten, seltenen oder gefährdeten Pflanzenarten. Es sind bisher mehr 1000 Arten der Landpflanzen sowie mehr als 800 Pilz-, 300 Moos- und 100 Flechtenarten bekannt. Zu den ostkarpatischen Endemiten zählen folgende Pflanzen: Karpaten-Hahnenfuß (Ranunculus carpaticus), Rosa Schwarzwurzel (Scorzonera rosea), Bartnelke (Dianthus barbatus), Waldsteins Kratzdistel (Cirsium waldsteinii), Euphorbia sojakii, Viola dacica (Gattung Veilchen) und weitere. Für einige diese Pflanzen besteht hier die Westgrenze ihrer Verbreitung. Für andere, wie Linum trigynum oder Gewöhnliche Waldrebe (Clematis vitalba) liegt hier hingegen die Nordgrenze.
Die Tierwelt ist durch die Anwesenheit der Laub- und Mischwälder bestimmt. Bis heute sind ein paar tausend (je nach Quelle 3600 bis 6000) Arten der Wirbellosen bekannt, davon fast 1200 Käfer- oder mehr als 300 Spinnenarten. Der Nationalpark bietet Heim für etwa 300 Arten der Wirbeltiere, davon sind etwa zwei Drittel Vögel, weiter etwa 60 Säugetiere, 13 Lurche und acht Kriechtiere. Hier leben viele große Waldtiere der Slowakei, wie Braunbären, Wölfe und Fischotter. Seltener kann man auch Eurasische Luchse, Wisente oder Elche treffen (die letzten zwei eher aus dem polnischen Nationalpark).

## Tourismus

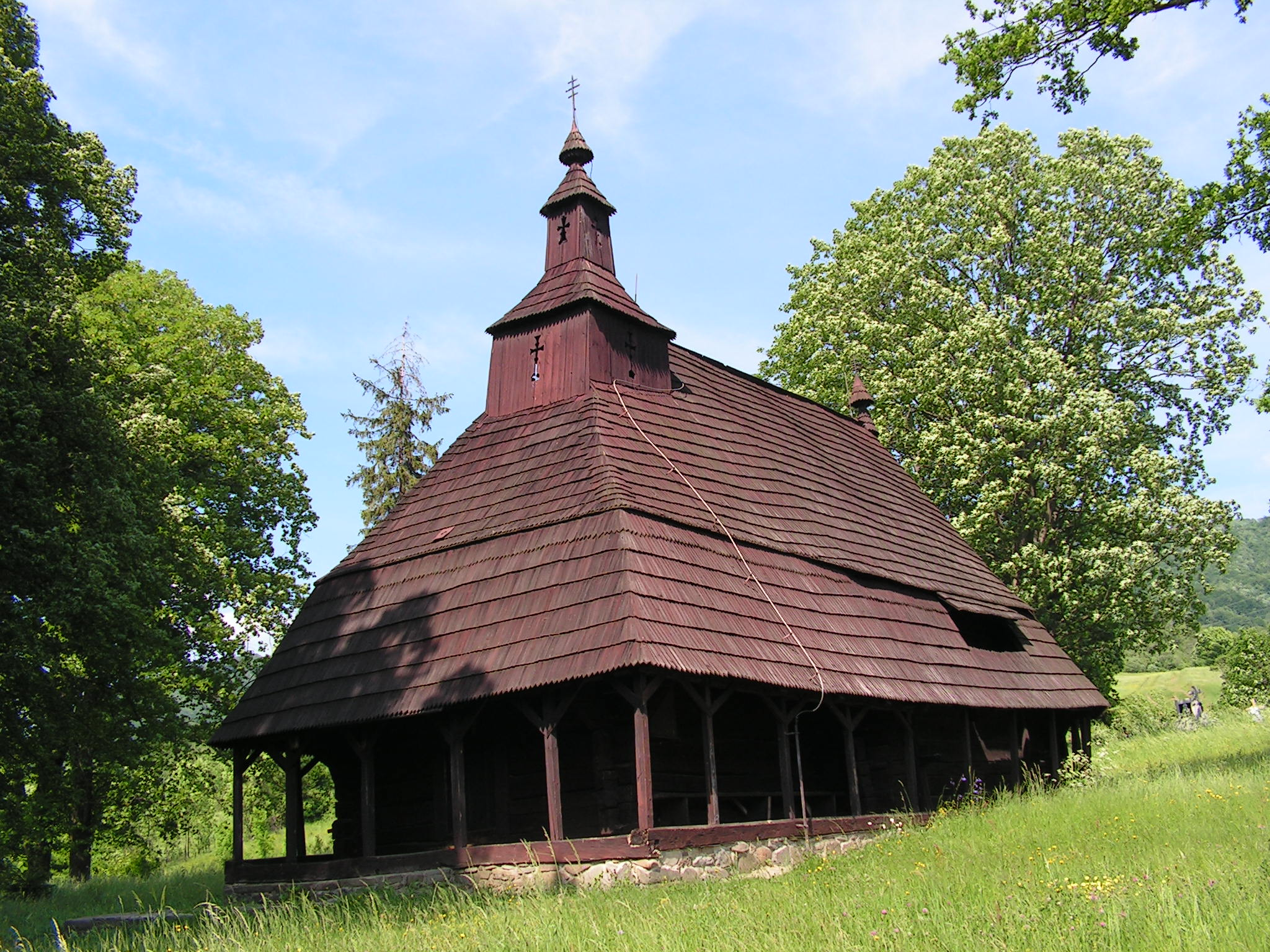
Holzkirche in Topoľa

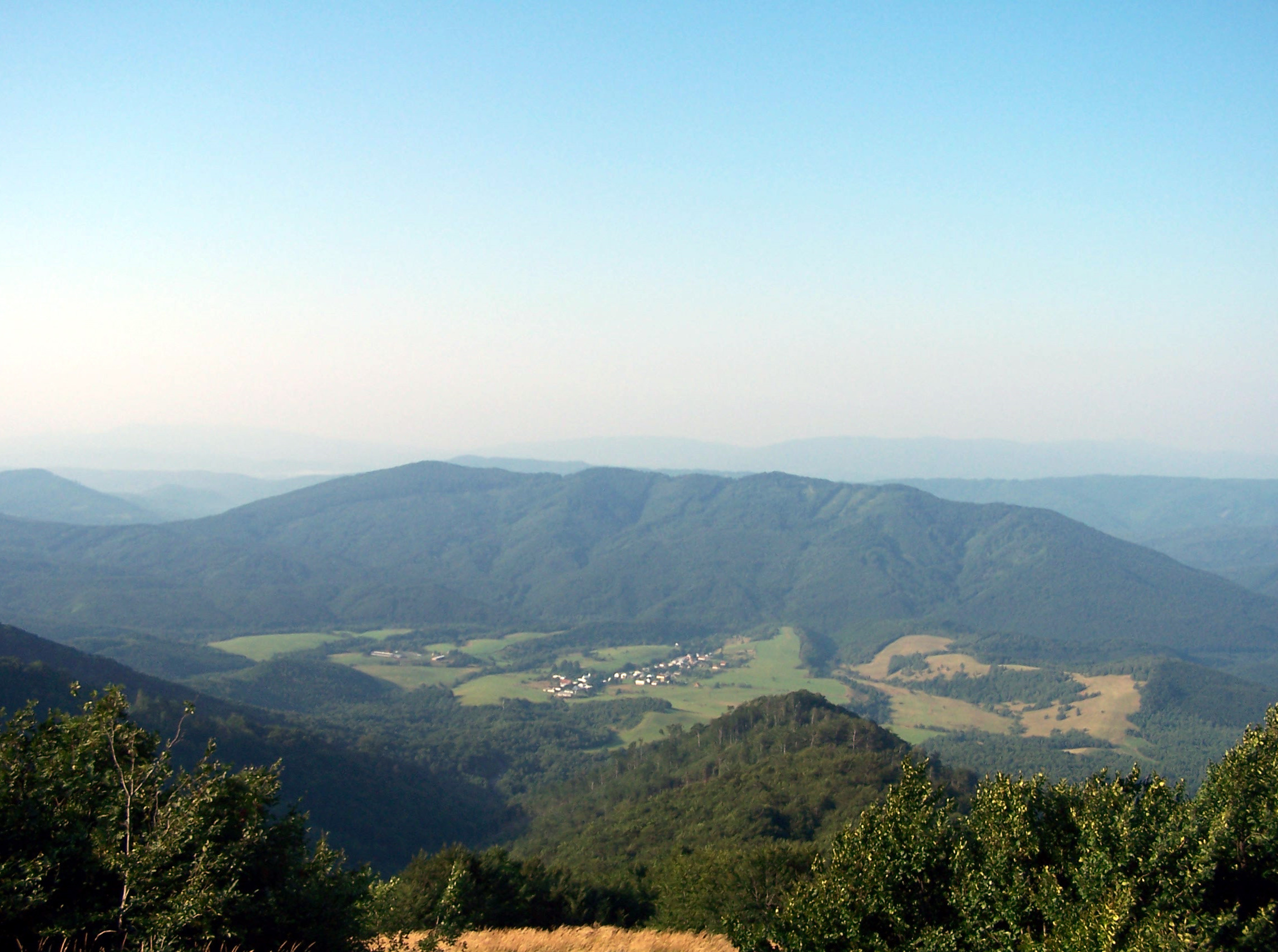
Blick auf die Gemeinde Runina vom Pass unter dem Ďurkovec

Neben verschiedenen markierten Wanderwegen durch den Nationalpark ist auch die Anwesenheit einiger Holzkirchen touristisch bedeutend, wie zum Beispiel jene in Topoľa, Ruský Potok oder Uličské Krivé.

## Besonderer Naturschutz
Einige Gebiete im Nationalpark sind noch besonders geschützt. Hierzu gehören:
- Národné prírodné rezervácie (NPR, Nationale Naturreservate)

| Havešová (171,32 ha, seit 1964) Jarabá skala (359,94 ha, 1964) Pľaša (110,8 ha, 1967) Pod Ruským (11,14 ha, 1988) | Rožok (67,13 ha, 1965) Stinská (90,78 ha, 1986) Stužica (761,49 ha, 1908) |

- Prírodné rezervácie (PR, Naturreservate)

| Bahno (2,78 ha, seit 1988) Borsučiny (83,72 ha, 1993) Bzaná (15,46 ha, 1993) Gazdoráň (17,3 ha, 1993) Grúnik (4,6 ha, 1982) Hlboké (2,28 ha, 1988) | Ruské (1,46 ha, 1988) Stinská slatina (2,76 ha, 1988) Stružnická dolina (2,24 ha, 1982) Šípková (156,32 ha, 1993) Udava (391,98 ha, 1982) Uličská Ostrá (25,24 ha, 1993) |

Die nationalen Naturreservate Havešová, Rožok, Stužica sind seit 2007 Teil des UNESCO-Welterbes „Buchenurwälder in den Karpaten“.